# Большая Исерга
Большая Исерга — река в России, протекает в Омутнинском районе Кировской области. Устье реки находится в 83 км по правому берегу реки Лупья. Длина реки составляет 11 км.
Исток реки на Верхнекамской возвышенности в 8 км восточнее деревни Лупья Леснополянское сельское поселение). Река течёт на северо-запад по ненаселённому лесному массиву. Приток — Малая Исерга (правый).

## Данные водного реестра
По данным государственного водного реестра России относится к Камскому бассейновому округу, водохозяйственный участок реки — Кама от истока до водомерного поста у села Бондюг, речной подбассейн реки — бассейны притоков Камы до впадения Белой. Речной бассейн реки — Кама.
По данным геоинформационной системы водохозяйственного районирования территории РФ, подготовленной Федеральным агентством водных ресурсов:
- Код водного объекта в государственном водном реестре — 10010100112111100000702
- Код по гидрологической изученности (ГИ) — 111100070
- Код бассейна — 10.01.01.001
- Номер тома по ГИ — 11
- Выпуск по ГИ — 1